# Delminium
Delminium (també Dalminium, Dalmenium, Deminium i Delmis) fou una ciutat dalmata, capital de Dalmàcia al segle ii aC fins a la conquesta romana. Els il·liris de la regió, després de separar-se de la resta d'il·liris, van fundar la ciutat, i d'ella en van prendre el nom de dàlmates (després del 180 aC). Tenia considerable mesura i importància. Appià a De Bellis Illyricus esmenta les seves fortificacions quasi inexpugnables. Fou conquerida pel cònsol romà Gai Marci Fígul I el 156 aC. El 135 aC, Publi Corneli Escipió Nasica en va tornar a destruir les muralles i edificis públics, fet que provocà que ja no es parlés més de la ciutat. El seu districte es deia Dalen i es creu que el seu nom ha subsistit en la plana de Davno a Hercegovina, a l'est de Livno. Tomas de Spalatto que va viure a la primera meitat del segle xiii diu que al seu temps ja havia estat oblidada i que algunes ruïnes de les muralles se suposava que eren les seves restes. Els moderns arqueòlegs l'han identificat amb quatre possibles emplaçaments: Almissa, a la costa, Dalen a Hercegovina, Duvno, prop de Sinj, i Gardun, també prop de Sinj.

## Nota
1. ↑  J. J. Wilkes, The Illyrians, 1992, Pàgina 188, "... after whom the Roman province Dalmatia was named, their own name being derived from their principal settlement Delminium near Duvno. Beyond the Dinara, Delmatae occupied the plains of Livno, Glamoc, and Duvno, ..."